# Лі Хунпін
Лі Хунпін (8 лютого 1963) — китайський стрибун у воду.
Учасник Олімпійських Ігор 1984 року. Бронзовий медаліст Чемпіонату світу 1986 року в стрибках з триметрового трампліна.